# Hlíðarfjall
Hlíðarfjall är ett berg i republiken Island. Den ligger i regionen Norðurland eystra, 240 km nordost om huvudstaden Reykjavík. Toppen på Hlíðarfjall är 1 114 meter över havet.
Runt Hlíðarfjall är det ganska tätbefolkat, med 124 invånare per kvadratkilometer. Närmaste större samhälle är Akureyri, nära Hlíðarfjall. Trakten runt Hlíðarfjall består i huvudsak av gräsmarker.